# Кухнешть
Кухнешть (рум. Cuhnești) — село у Глоденському районі Молдови. Адміністративний центр однойменної комуни, до складу якої також входять села Бісерікань, Кот, Мовілень та Сергієнь.

## Населення
За даними перепису населення 2004 року у селі проживали 1829 осіб.
Національний склад населення села:
| Національність       | Кількість осіб | Відсоток   |
| -------------------- | -------------- | ---------- |
| молдавани румуни     | 1678 14        | 91,7% 0,8% |
| українці             | 117            | 6,4%       |
| росіяни              | 17             | 0,9%       |
| цигани               | 1              | 0,1%       |
| інша / без відповіді | 2              | 0,1%       |
| Всього               | 1829           | 100%       |